# Rob Wielaert
Rob Wielaert (* 29. Dezember 1978 in Emmeloord, meist Robbie Wielaert) ist ein niederländischer ehemaliger Fußballspieler.

## Karriere

### Verein
Wielaert gehörte ab der Saison 1997/98 dem Profikader der PSV Eindhoven an. In zwei Jahren kam er dort aber nur unregelmäßig zum Einsatz und entschied sich deshalb im Sommer 1999 zu einem Wechsel zum Ligakonkurrenten FC Den Bosch. Zuvor konnte er mit Eindhoven noch die Johan-Cruyff-Schaal der Jahre 1997 und 1998 gewinnen. In Den Bosch, dem Liganeuling, entwickelte sich der Innenverteidiger zum Leistungsträger. Nach deren Abstieg in die Eerste Divisie stellte er sich zur Spielzeit 2001/02 wieder in die Dienste von PSV, verpasste den Durchbruch aber erneut. Nach nur drei Monaten zog es Wielaert zum NEC Nijmegen, wo er Stammspieler und wichtige Säule des Teams wurde. Für die Spielzeiten 2001/02 und 2002/03 ehrten ihn die NEC-Fans mit der Auszeichnung des besten Spielers. Nach vier Jahren in Nijmegen transferierte er zum FC Twente Enschede, bei dem der Abwehrspieler 2½ Jahre verblieb. In der Winterpause der Saison 2008/09 sicherte sich schließlich Ajax Amsterdam die Qualitäten des Defensivspielers. Zur Saison 2010/11 wurde er allerdings an Roda JC Kerkrade ausgeliehen. Hier konnte der 31-Jährige sich in 30 Spielen noch einmal beweisen, was dazu führte, dass er anschließend bei Roda JC einen Zweijahresvertrag erhielt. Er blieb sogar drei Jahre, bevor er mit zwei Spielzeiten in Australien für Melbourne City FC seine Karriere zu Ende brachte.

## Privates
Rob Wielarts Vater Gerald Wielart ist seit der Saison 2011/12 ebenfalls bei Roda JC Kerkrade angestellt, als Technischer Direktor. Er war zuvor Scout beim FC Twente in Enschede.

## Erfolge

### Verein
- Johan Cruijff Schaal mit PSV Eindhoven: 1997, 1998

### Individuell
- NEC-Spieler des Jahres: 2002, 2003